# Carnival Fascination
Die Carnival Fascination war ein Kreuzfahrtschiff der Carnival Cruise Line. Es wurde im Jahr 1994 als viertes von insgesamt acht Schiffen der Fantasy-Klasse in Dienst gestellt und verblieb bis 2020 im Dienst der Reederei. Nach einem Verkauf an Century Harmony Cruise Limited und Umbenennung in Century Harmony wurde es im Jahr 2022 in Gadani verschrottet.

## Geschichte

### Bau und Indienststellung
Das Schiff wurde unter der Baunummer 487 als Fascination auf der finnischen Werft Kvaerner Masa Yards AB in Helsinki gebaut. Die Bestellung für den Bau wurde im September 1991 abgegeben. 1993 wurde der Kiel gelegt und am 27. Juni 1994 erfolgte die Übergabe an die Carnival Cruise Lines, mit Sitz in Monrovia, Liberia. Knapp vier Wochen später, am 24. Juli 1994 traf die Fascination in New York ein und wurde kurz vor der Jungfernfahrt am 1. Oktober 1994 von der Ehefrau des Innenarchitekten der Carnival-Flotte, Jeanne Farcus getauft. Ab Herbst 1994 war San Juan in Puerto Rico der Ausgangshafen für die Kreuzfahrten des Schiffes.
2000 wurde das unter panamaischer Flagge fahrende Schiff auf die Flagge der Bahamas mit Heimathafen Nassau umregistriert. Die Kreuzfahrten starteten in den folgenden Jahren von Jacksonville, Florida.

### Umbau 2006
Im September 2006 wurde das Schiff mit einem mehrere Millionen US-Dollar umfassenden Budget renoviert. In den 1.026 Kabinen wurden neue LCD-Bildschirme eingebaut, die Bäder sowie das Mobiliar wurden erneuert. Die „Coconut Grove Bar und Grill“ erhielt neue Teppiche und Polstermöbel. Die Imagination- und die Sensation-Speiseräume erhielten ebenfalls neue Teppiche, Polstermöbel sowie ein neues Soundsystem. Zusätzlich baute man auf dem „Empress Deck“ eine neue Bar mit dem Namen „Grand Atrium Bar“. Auf dem Promenadendeck wurde ein neues Café mit dem Namen „Café on the Way“ gebaut. Auf dem Sonnendeck entstand ein Mini 9-Loch Golfparcours. Für die Kinder wurde eine 150 m² große „Childrens World“ sowie der „Club O2“ auf dem „Veranda Deck“ eingebaut. Auf dem „Embress Deck“ eröffnet eine Kunstgalerie, dessen Exponate während Auktionen an Bord ersteigert werden können. Der 1100 m² große SPA-Bereich wurde ebenfalls renoviert, private Behandlungsräume wurden eingerichtet, und die Whirlpool-Spas wurden auf das „Lido Deck“ und das „Veranda Deck“ verlegt. Die Bühne neben dem Hauptpoolbereich auf dem „Lido Deck“ erhielt ebenfalls ein neues Soundsystem.
Im November 2007 wurde das Schiff in Carnival Fascination umbenannt.

### Umbau 2010
Zwischen Januar und Februar 2010 wurde das Schiff erneut modernisiert. Dabei erhielten weitere 98 Kabinen und Suiten einen Balkon und die Restaurants wurden umgebaut und teilweise erweitert. Zum hinteren Teil des Promenaden-Decks, der einer tropischen Umgebung nachempfunden wurde, hatten ausschließlich erwachsene Passagiere Zutritt.

### Letzte Jahre bei Carnival Cruise Line, Verkauf und Verschrottung
Von Oktober 2017 bis Januar 2018 wurde das Schiff von der FEMA gechartert und als Unterkunft für Katastrophenhelfer in Folge von Hurrikan Irma eingesetzt.
Im Zuge der COVID-19-Pandemie wurde das Schiff im Jahr 2020, wie auch ihr Schwesterschiff Carnival Imagination, zunächst langfristig aufgelegt. Die Carnival Fascination wurde in Cádiz aufgelegt. Später wurde sie an Century Harmony Cruise Limited verkauft. Century Harmony Cruises gehört zu Century Cruises, die bisher nur Flusskreuzfahrten anbot.  Im Dezember 2020 erhielt das Schiff den neuen Namen Century Harmony. Ab Mai 2021 wurde die Century Harmony bei Zhejiang Union Repair Shipbuilding in Zhejiang umgebaut.
Die Century Harmony wurde allerdings nie in Betrieb genommen und stattdessen im Herbst 2021 zu Abbruch verkauft. Zur Überführung wurde das Schiff in Y Harmony umbenannt. Im Februar 2022 wurde das Schiff in Gadani zum Abbruch gestrandet.

## Galerie

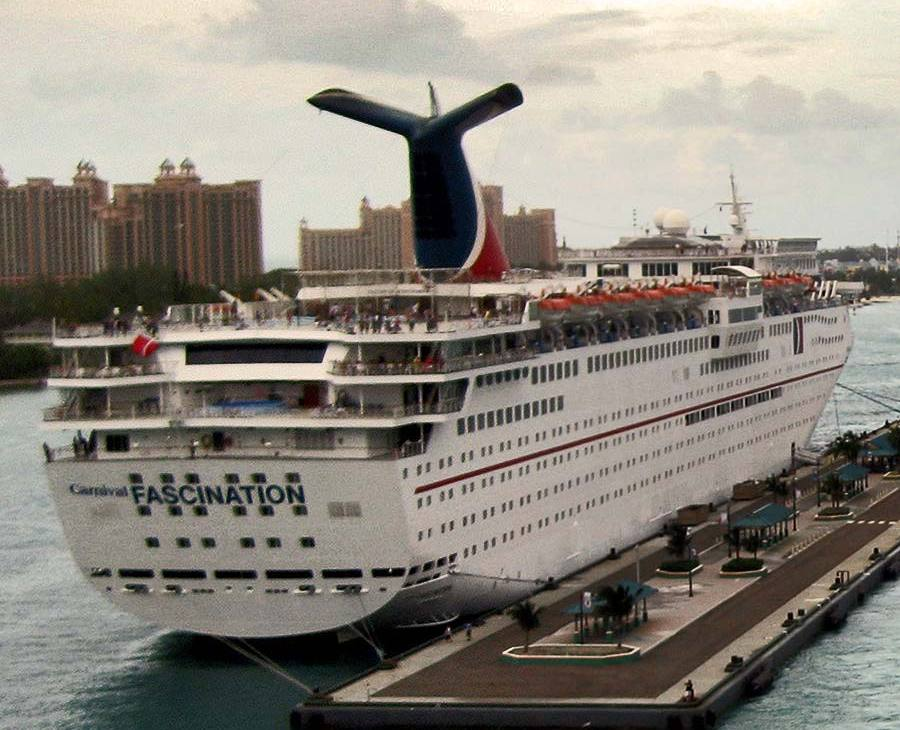
Vor dem Umbau
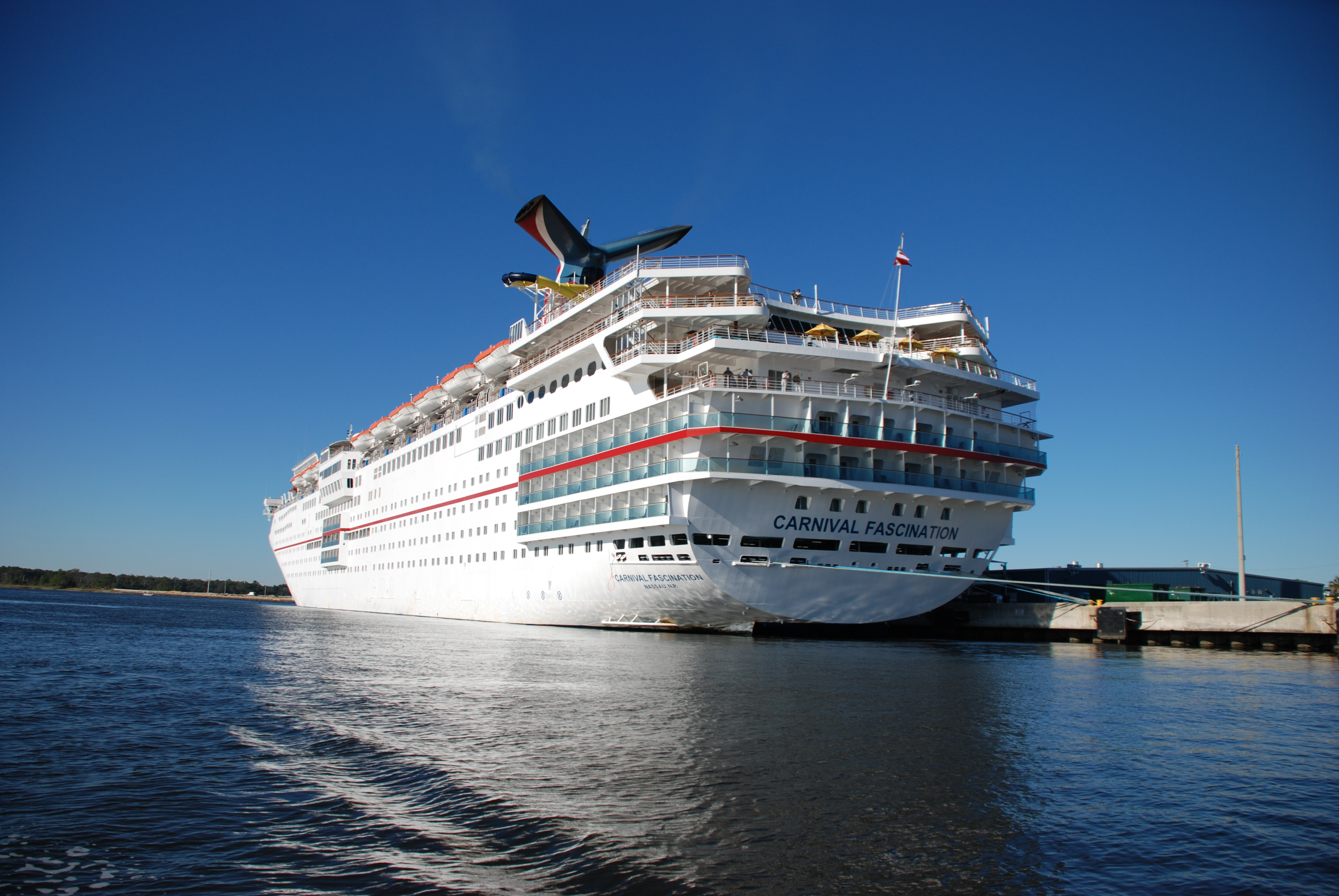
Nach dem Umbau